# 4858 Vorobjov
4858 Vorobjov este un asteroid din centura principală, descoperit pe 23 octombrie 1985, de James Gibson.